# Фатхлэнд
Фатхлэнд — израильское название региона Араков в Ливане, который около 10 лет контролировался организацией «ФАТХ», а затем «Организацией освобождения Палестины». Эта территория не имеет официальных границ, но обычно имеется в виду юго-восточный район Ливана (Долина Бекаа), около границы с Израилем, в основном в районе Хермона.
Прозвище этому району дал командующий Северного военного округа Израиля в 1969 году Давид Элазар.

## История
Полоса Араков — горный район в восточной части Южного Ливана, на склонах горы Хермон. Эта полоса граничит с Израилем на юге, рекой Хасбани на западе, друзским городом Хацабия на севере и израильско-сирийской границей у горы Дов на востоке. 
В конце 1968 года группы членов палестинских организаций проникли в полосу Арков с целью обучения, а затем с целью стрельбы из катюш и засад в сторону Израиля. В конце 1960-х годов ливанское правительство пыталось пресечь деятельность террористов на своей территории, но добилось лишь частичного успеха. Вслед за этим в 1969 году при посредничестве президента Египта Гамаля Абдель Насера было подписано Каирское соглашение, которое давало ООП обширный контроль и свободу действий на юге Ливана в обмен на её невмешательство в этнический конфликт в Ливане.  Вооружённые организации палестинцев во главе с ФАТХ 8, изгнанные из Иордании во время событий Чёрного сентября 1970 г., обосновались в юго-восточном районе Ливана, вглубь территории. Они нашли там благосклонное население — палестинских беженцев, которым ливанское правительство разрешило остаться в лагерях беженцев в этом районе, при условии, что они не будут оттуда стрелять по Израилю. Эта поддержка позволила Ясиру Арафату обосноваться там и создать инфраструктуру для борьбы с Израилем. Эта деятельность была частью общей гражданской войны в Ливане, и в результате Арафат утвердил свое положение фактического правителя на местах. Оттуда его люди стреляли из «катюш» в сторону населенных пунктов на севере страны, а также направляли отряды террористов для совершения атак на израильскую территорию, в том числе: атаки на прибрежной дороге и в Мешгаве. Ливанское правительство, не имея упорядоченной и организованной армии, не могло помешать Арафату и организациям делать то, что они хотели, на всей территории, которую они контролировали.
В 1970 году ЦАХАЛ совершил налет на базы террористов в шести деревнях Фатхлэнда в рамках операции «Котёл 2». Сирия присоединилась к боям вместе с ливанской армией .
9 октября 1973 года, во время Войны Судного дня, из «Фатхленда» было выпущено 30 снарядов «Катюш». 
В 1976 году сирийская армия вошла в Ливан в рамках гражданской войны в стране, но в свете красной линии, установленной Израилем, сирийская армия не входила в этот район.
В 1978 году ЦАХАЛ захватила территорию от линии международной границы до реки Литани в рамках «Операции Литани» и сотрудничала с армией Южного Ливана под командованием Саада Хаддада . Вытесненная из района ООП обосновалась к северу от Литани и в районе горы Дов, откуда продолжала обстреливать Израиль из «катюш» и засылать отряды террористов.
В 1982 году, во время Первой ливанской войны, в Фатхлэнде было сосредоточено около 1500 палестинских боевиков, большинство из них из бригады «Карама», которая была интегрирована в сирийское формирование и пользовалась защитой от сирийских ракет.  После боев летом 1982 года это вооружённое палестинское присутствие распространилось на север, в сторону Ливанской долины. Во время войны АОИ вошли на всю территорию южного Ливана и вытеснили силы Арафата и террористические организации из этого района в сторону Бейрута, откуда Арафат и его люди были депортированы в Тунис .

## Позднее использование термина
Этот термин вернулся к использованию после того, как ХАМАС захватил сектор Газа в июне 2007 года в рамках конфликта ХАМАС-ФАТХ в секторе Газа . Ситуация, при которой сектор Газа контролируется ХАМАСом, а регион Иудеи и Самарии – ФАТХом, описывается в СМИ как разделение Палестинской автономии на два образования – «Хамастан» и «Фатхлэнд» (или «Фатхстан», использование суффикс «-стан» чаще встречается при обращении к ХАМАС и реже при обращении к ФАТХ из-за исламского контекста суффикса, который соответствует политике движения ХАМАС).
В 70-х годах XX века название «Фатхлэнд» было уничижительным прозвищем для средней страницы пятничной газеты «Едиот Ахронот», где писали журналисты, отождествляемые с израильскими левыми, такие как: Сильви Кешет, Амос Кинан и другие.